# Партія атомної бомби
Партія атомної бомби — під цим іменем в історію ґо увійшла друга партія матчу за титул Хон'імбо між Каору Івамото і Хашімото Утаро. Партія проходила 6 серпня 1945 року в передмісті Хіросіми, на яку в цей день була скинута ядерна бомба.

## Передісторія
Навесні 1945 року Каору Івамото (7 дан) отримав право викликати Хашімото Утаро, якому в той момент належав титул Хон'імбо, на матч за цей титул. Воєнний час погано позначався на грі го в Японії — турніри проводилися рідко, газети перестали друкувати матеріали про ґо і партії. А в 1945 році Японія вже перебувала в безнадійному становищі. Великі міста регулярно потерпали від авіанальотів, проводити будь-яких великі заходи було небезпечно. Тому після досягнення домовленості про матч місце і час його проведення довго не могли вибрати. Грати в Токіо відмовилися з міркувань безпеки. Зрештою, було вирішено грати в Хіросімі з 23 липня. На кожну партію відводилося по три дні. Усього мали відбутися шість партій.

## Матч в Хіросимі

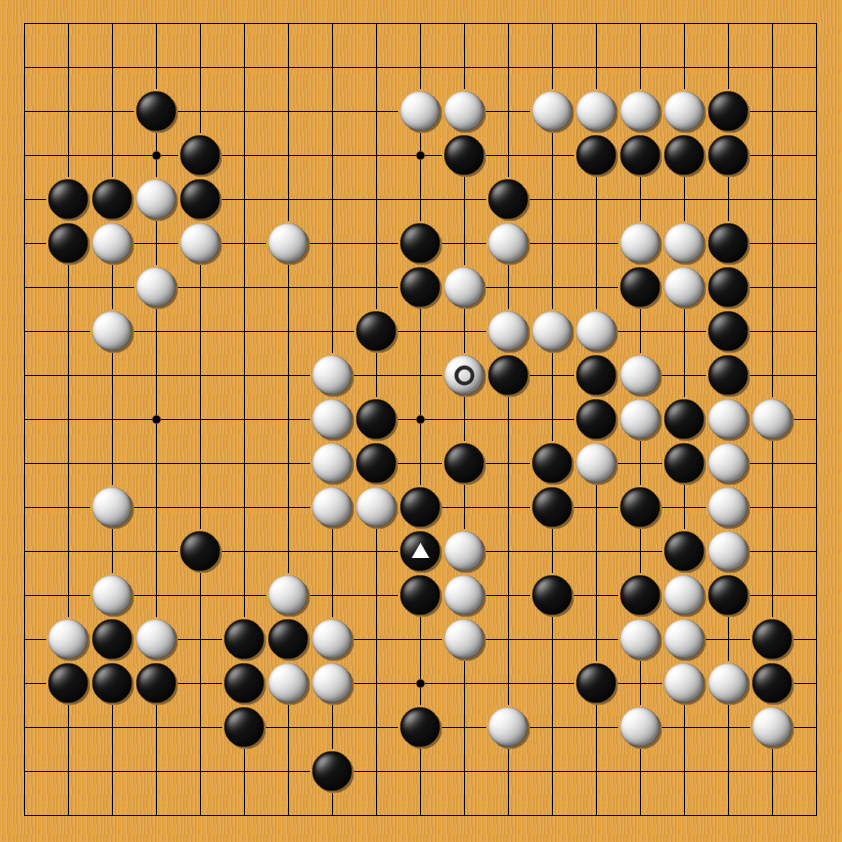
Партія атомної бомби — позиція після 106-го ходу. Ходи 105 і 106 помічені трикутником і кружечком. Між ними над Хіросімою вибухнула ядерна бомба

Начальник поліції Хіросіми, сам любитель ґо, був проти проведення матчу в місті, оскільки, на його думку, це було дуже небезпечно. Однак на момент запланованого початку матчу він був відсутній у місті, тому заборону проігнорували.
З 23 по 25 червня перша партія матчу відбулася безпосередньо в Хіросімі. Під час партії місто бомбили й обстрілювали з літака, але це не зупинило гравців. Партію виграв Каору Івамото.
Незабаром начальник поліції повернувся і, дізнавшись, що матч у місті все ж розпочався, категорично заборонив його продовжувати. Гравці вимушені були виїхати у передмістя Хіросіми — Іцукаїті. Друга партія була запланована на 4—6 серпня. До кінця дня 5 серпня було здійснено 105 ходів.
Уранці 6 серпня гравці відновили позицію і збиралися продовжити гру, але 106-й хід зроблений ще не був, коли, о 8:15 за місцевим часом, стався вибух. За спогадами Каору Івамото, суддя партії Сеґое Кенсаку, що стояв біля вікна, побачив спалах і вигукнув: «Бомба». У цей момент вибухова хвиля вибила вікна, збила Сеґое з ніг, перевернула ґобан, розкидала камені й привела приміщення в повний безлад. Спільними зусиллями приміщення прибрали, партію відновили, після чого суперники продовжили гру. У цій партії Хасімото переміг із перевагою в п'ять очок.
Тільки ввечері, коли до Іцукаїті почали прибувати ті, кому пощастило вижити, гравці дізналися, що відбулося. Рішення начальника поліції врятувало їм життя: будинок, де проводилася перша партія, був зруйнований, його господар загинув.

## Наступні події
Продовжити матч за титул вдалося лише в листопаді 1945 року. Він закінчився внічию 3:3, що, за правилами, вимагало грати додатковий матч до двох перемог. У післявоєнному хаосі на організацію додаткового матчу пішло кілька місяців: він відбувся лише в липні 1946 року. Івамото першим виграв дві партії, отримавши в результаті титул Хон'імбо.

## Історія
- «Ядерное Го» Первая часть (запись партии)
- «Ядерное Го» Вторая часть (запись партии)
- Го Библиотека. Ивамото Каору
- Статья на сайте «Игра го»
- Статья Игоря Гришина «Ядерное Го»